# NGC 7391
NGC 7391 (również PGC 69847 lub UGC 12211) – galaktyka eliptyczna (E), znajdująca się w gwiazdozbiorze Wodnika. Odkrył ją William Herschel 1 października 1785 roku.